# 兵庫県立尼崎稲園高等学校
兵庫県立尼崎稲園高等学校（ひょうごけんりつ あまがさきいなぞのこうとうがっこう）は、兵庫県尼崎市猪名寺に所在する公立高等学校。
略称は「稲園」（いなぞの）。

## 設置学科
- 普通科

## 沿革
- 1978年（昭和53年）4月1日 - 阪急バス尼崎営業所（北へ約600mの場所に伊丹営業所として移転）の跡地に開校。
- 1978年（昭和53年）10月30日 - 管理･普通教室棟（A棟）、特別教室棟（B棟）、空調設備等完成。
- 1979年（昭和54年）3月31日 - 体育館兼講堂完成。
- 1980年（昭和55年）3月31日 - 運動場造成、校地内造園、植栽工事及び部室完成。
- 1980年（昭和55年）11月4日 - 開校記念式典を挙行。
- 1986年（昭和61年）3月28日 - 多目的ホール兼トレーニング室完成。理数コース1学級開設。
- 1987年（昭和62年）10月31日 - 創立10周年記念式典をアルカイックホールにおいて挙行。
- 1994年（平成6年）4月1日 - 単位制による課程3学級を学年制と併置の形で開設。
- 1996年（平成8年）9月24日 - 校舎棟（C棟）完成。
- 1997年（平成9年）4月1日 - 理数コース募集停止、単位制が1学級増加する。
- 1997年（平成9年）11月1日 - 創立20周年記念式典をアルカイックホールにおいて挙行。
- 2007年（平成19年）11月3日 - 創立30周年記念式典をアルカイックホールにおいて挙行。
- 2008年（平成20年）4月1日-学年制の募集停止、単位制6学級の募集となる。

## 概要
- 1991年に兵庫県の公立高校初の女性校長（大山校長）が誕生した。その年の生徒会長も初の女性である。
- 当校目の前にある猪名寺駅（JR宝塚線、開校後の1981年開設）をはじめ、稲野駅（阪急伊丹線）、阪神バス尼崎市内線（旧・尼崎市営バス）、阪急バスなど交通の便が良いこと、まわりの交通量が多く（産業道路がすぐ西側を通る）事故防止の観点から2004年まで自転車通学が禁止されていた（実際は自転車置き場の確保ができなかったため）。自転車通学の解禁はJR福知山線脱線事故に伴うものである。
- 一代前（二代目）の制服は1990年当時の生徒会執行部が生徒からデザインを募集し投票によって初期アイデアが決められた。最終的なデザインはPTAにより確定している。

## 制度関連
- 全国初の単位制、学年制併置校で、県内初の単位制導入校であった。現在は単位制のみとなっている。
- 2月に実施される推薦入試で募集定員の半数を、3月に実施される一般入試で残りの半数を募集している。推薦入試は県下全域からの募集であり、一般入試は第2学区内からの募集である。
- 過去理数コースが設定されており、理系教科に力を入れていた。現在では単位制を導入した事から理系色は薄れている。
- 単位制導入にあたり当時の教職員から導入反対意見が相次ぎ、反対した教職員の大量異動が発生した（導入年と翌年で約半数の教員が異動している。）。
- 2学期制であるが、春、夏、冬の長期休暇はある（夏の長期休暇に関しては、全学年補習があるが、強制ではない。）。通信簿は2度（前期、後期それぞれ）渡される。
- 単位制という制度上、クラス単位での活動は遠足、文化祭（INAZONO祭）、球技大会、体育大会や修学旅行などに限られる。また、選択した教科も少しずつ違っていることがある（文系選択者はこの傾向が顕著に現れる傾向にある。）。ただ、理系選択者でも、「物理と化学」若しくは、「化学と生物」のどちらの選択であるかによって、授業クラスが異なることもある（同じクラスであってもどの授業も一緒でないこともある。）。

## 設備関連
- 教室は各学年12教室が用意されており、過去県下最大の36クラスのマンモス校であった。また、開校当時は全室空調付きの教室は珍しかった。20年度入学生からは、後述の通り教室は10教室に減少し、空き教室はクラブ活動の部室などに利用されている。
- C棟にのみエレベーターが設置されている（正面玄関の横にある円柱形のものは、C棟を上り下りするための階段である。）。
- A棟とB棟の間（校舎の形がアルファベットのHを縦に二つ組み合わせたようになっている為、その間の空間）に中庭がある。
- 多目的ホールは体育の授業その他で使うためにあるが、プールはない。

## 著名な関係者
- 佐野仁美（シンガーソングライター） - 卒業生
- 西村瑞樹（お笑い芸人、バイきんぐ） - 卒業生
- 見目誠（翻訳者） - 元教諭[1][2][3]